# Asymetryczny atom węgla

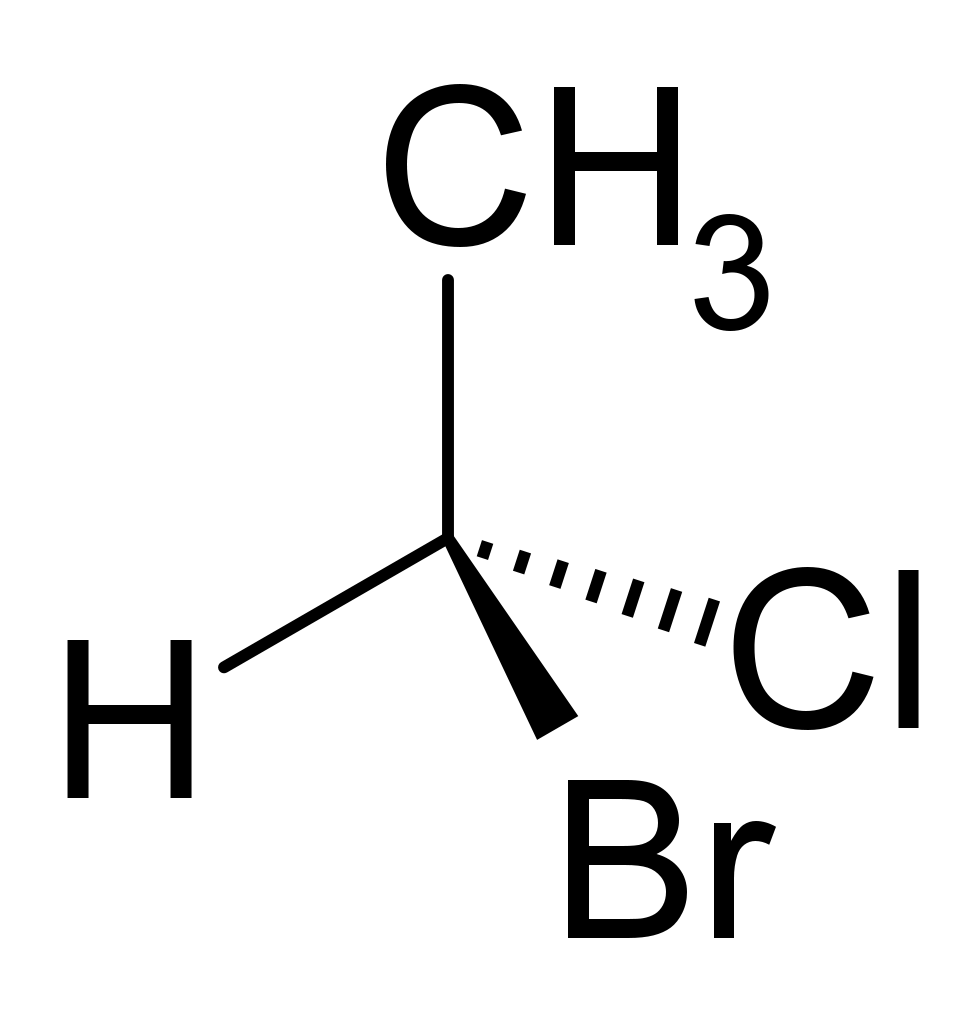
1-Bromo-1-chloroetan – przykład związku organicznego z asymetrycznym atomem węgla

Asymetryczny atom węgla – atom węgla  o hybrydyzacji sp3 połączony z czterema różnymi podstawnikami, stanowiący w ten sposób centrum stereogeniczne cząsteczki. Jeżeli w cząsteczce występuje tylko jedno centrum stereogeniczne, to cały układ nie ma płaszczyzny symetrii ani środka symetrii i wykazuje czynność optyczną.
Jeżeli w cząsteczce występują dwa bliźniacze ugrupowania zawierające asymetryczne atomy węgla o tych samych konfiguracjach (S,S lub R,R), to związek jest chiralny, a obie formy są enancjomerami. Jeśli jednak oba asymetryczne atomy węgla mają przeciwną konfigurację np. R,S lub S,R, to związek taki posiada płaszczyznę symetrii i cały układ nie jest chiralny ani optycznie czynny. Taki przypadek nazywany jest formą „mezo”.
Przykład dwóch enancjomerów i formy mezo kwasu winowego, zawierającego dwa asymetryczne atomy węgla z takimi samymi podstawnikami (cząsteczki pokazano w projekcjach Fischera i stereochemicznych):
|                                  |                                  |                                   |
| kwas (+)-winowy konfiguracja R,R | kwas (−)-winowy konfiguracja S,S | kwas mezo-winowy konfiguracja R,S |

Jeśli oba asymetryczne atomy węgla (lub inne atomy stereogeniczne) różnią się podstawnikami, dany związek może występować w formie czterech stereoizomerów stanowiących dwie pary diastereoizomerów i dwie pary enancjomerów.